# De vilde svaner (film fra 1962)
 For alternative betydninger, se De vilde svaner. (Se også artikler, som begynder med De vilde svaner)
De vilde svaner (russisk: Дикие лебеди) er en sovjetisk animationsfilm fra 1962 af Mikhail Tsekhanovskij og Vera Tsekhanovskaja.